# Erina doreia
Erina doreia är en fjärilsart som beskrevs av Tite 1963. Erina doreia ingår i släktet Erina och familjen juvelvingar. Inga underarter finns listade i Catalogue of Life.